# ساب‌سی ۷
ساب‌سی ۷ (به انگلیسی: Subsea 7) شرکت خدمات نفت و گاز بریتانیایی است، که در زمینه مهندسی و ساخت سازه‌های دریایی فعالیت می‌کند.
شرکت ساب‌سی ۷ در دهه ۱۹۷۰ میلادی به‌عنوان یک شرکت تابعه از گروه استولت-نیلسن و به‌منظور اکتشاف نفت در دریای شمال تأسیس شد. این شرکت در پی یک سری ادغام‌ها در نهایت در سال ۲۰۰۲ به‌عنوان یک شرکت مستقل در لوکزامبورگ ثبت گردید.
دفتر مرکزی شرکت ساب‌سی ۷ در شهر لندن، انگلستان قرار دارد. بخشی از سهام این شرکت در بازارهای بورس اوراق بهادار اسلو و بورس نزدک معامله می‌شود.